# 효모 추출물

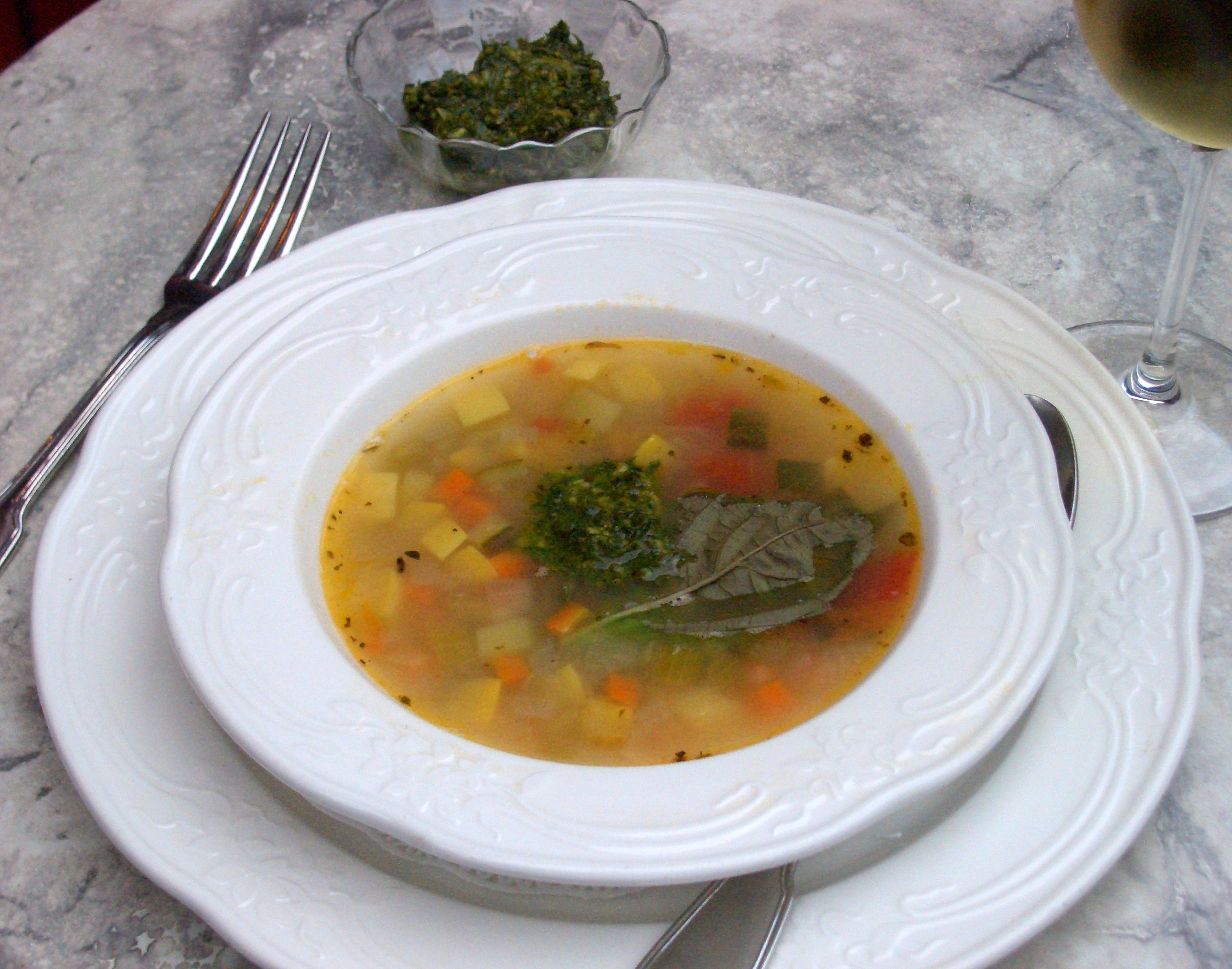
효모 추출물은 상업적으로 제조된 수프(통조림, 냉동 또는 델리)에 흔히 사용되는 성분이다. 효모 추출물은 글루탐산 일나트륨(MSG)와 같은 향미 강화제이다.

효모 추출물(酵母抽出物, 영어: yeast extract)은 세포벽이 없는 효모의 세포 내용물로 구성된다. 효모 추출물은 식품 첨가물이나 향료로 사용되거나 세균 배양 배지의 영양분으로 사용된다. 풍미와 감칠맛을 만드는 데 종종 사용되며 냉동 식품, 크래커, 스낵, 그레이비, 육수 등을 포함한 다양한 포장 식품에서 발견할 수 있다. 효모 추출물은 비타민 B(B12는 아님)가 풍부하다. 효모 추출물과 발효 식품에는 감칠맛을 더해주는 아미노산인 글루탐산(유리 글루탐산)이 함유되어 있다. 글루탐산은 고기, 치즈, 균류(버섯과 효모), 채소(예: 브로콜리, 토마토)에서 발견된다.
액체 형태의 효모추출물은 연한 페이스트 또는 건조분말로 건조할 수 있다(그러나 이것은 영양 효모와는 같지 않다). 오베드, 키엘, REN, 스킨씨티컬과 같은 스킨케어 회사들은 각사 제품에 효모추출물을 사용한다.
효모추출물을 만드는 과정은 19세기에 유스투스 폰 리비히에 의해 발명되었다. 효모세포는 파열될 때까지 가열되고, 그 후 세포 자체의 소화 효소는 단백질을 더 간단한 화합물(아미노산과 펩타이드)로 분해하는데, 이 과정을 자기소화(Autolysis)라고 부른다. 용해되지 않는 세포벽은 원심분리기에 의해 분리되어 여과되고 보통 분무건조된다.

## 식품 이용
효모추출물은 오지마이트(AussieMite), 마이티마이트(Mightymite), 베지마이트, 마마이트, 뉴질랜드 마마이트, 프로마이트(Promite), 세노비스, 피탐-R, 세노비트(Cenovit), 마지 소스에 사용된다. 보브릴(Bovril, 아일랜드와 영국)은 2005년과 2006년 대부분 동안 쇠고기 추출물에서 효모추출물로 전환했으나 이후 다시 원래로 되돌렸다.
효모추출물은 효모의 현탁액을 가열하여 상업적으로 생산된다. 효모세포의 효소는 세포벽을 분해하며, 그 결과 더 농축된 맛과 다른 식감을 가지게 된다. 이것이 배지마이트, 마마이트 등에 사용되는 제조과정이다.
효모추출물은 음식에서 향료로 사용된다. 레이즈 등 미국식 바비큐맛 감자칩의 공통 재료다.

## 마마이트
마마이트(영어: Marmite, /ˈmɑːrmaɪt/)는 유니레버가 생산한 영국의 스프레드이다. 마마이트는 맥주 양조의 부산물인 효모추출물로 만들어진다. 마마이트는 1902년부터 생산되었다.
마마이트는 끈적끈적하고 진한 갈색의 식용 페이스트로서, 독특하고 강한 향이 나며, 매우 짠맛이 난다. 이 특유의 맛은 마케팅 슬로건인 "좋아하든 싫어하든(Love it or hate it.)"으로 표현된다. 영국의 대중문화에서 제품명이 후천적인 맛이나 의견 분열을 일으키는 경향이 있는 것에 대한 비유로 자주 이용될 정도로 그 중요성이 두드러진다.
병 앞면의 이미지는 마르미트(프랑스어: Marmite, (프랑스어: [maʁmit])이며 프랑스어로 큰 덮개를 씌운 토기 또는 금속으로 만든 조리용 냄비를 뜻한다. 마마이트는 원래 토기병에 공급되었으나 1920년대부터 유리병에 담겨 판매되고 있다.
마마이트는 1919년부터 뉴질랜드에서 허가받아 제조되었지만, 다른 제조법을 가지게되었다. (마마이트 (뉴질랜드) 참고) 이 마마이트는 오스랄라시아와 태평양에서 유일하게 마마이트로 판매되는 제품인데 반해, 세계 다른 곳에서는 영국판이 우세하다.

## 베지마이트

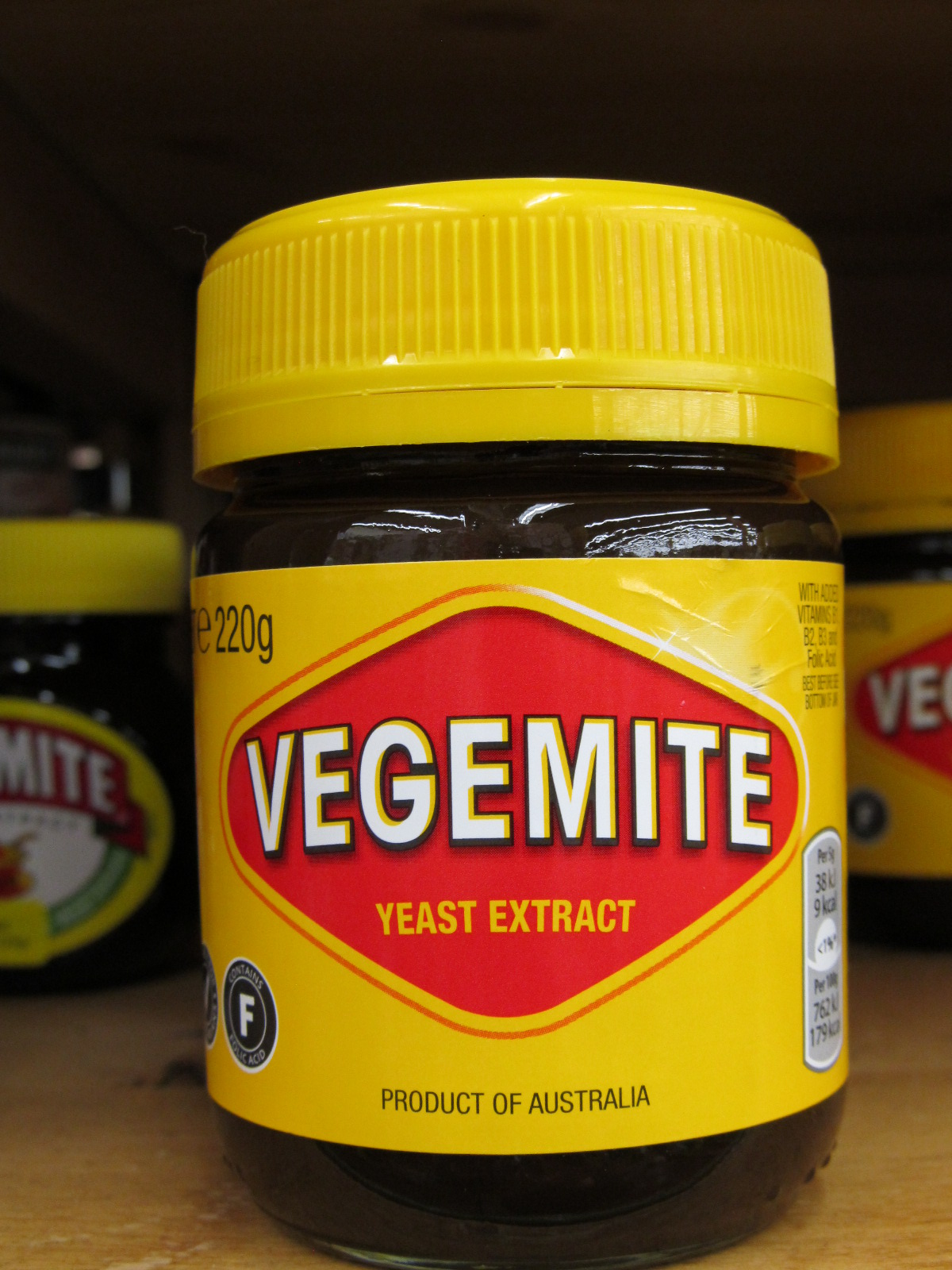
베지마이트

베지마이트 (영어: Vegemite, /ˈvɛdʒɪmaɪt/)는 양조장의 남은 효모추출물에 각종 야채와 향신료 첨가물을 첨가한 두툼하고 검은색을 띄는 오스트레일리아의 음식 스프레드이다. 1922년 빅토리아주 멜버른에서 시릴 퍼시 캘리스터(Cyril Percy Callister)에서 개발되었다. 베지마이트 브랜드는 몬딜리즈 인터내셔널(구 크라프트 푸드)이 2017년 1월까지 보유했는데, 당시 베가사가 몬딜리즈 인터내셔널의 오스트레일리아와 뉴질랜드 식료품 및 치즈 사업 대부분을 매입한 후 오스트레일리아 베가 치즈 그룹이 US$460,000,000 (equivalent to about $460,000,000 in 2022)의 오스트레일리아 전액 소유 계약을 맺고 인수했다.
샌드위치, 토스트, 크럼펫, 크래커 비스킷을 위한 스프레드로 사용되는 베지마이트는 영국 마마이트, 뉴질랜드 뉴질랜드 마마이트, 오스트레일리아 프로마이트, 마이티마이트, 오지마이트, 오즈이마이트, 독일 피탐-R, 스위스 세노비스와 비슷하다.
베지마이트는 짜고, 약간 쓴 맛이며, 맥아향과 글루탐산이 풍부하여, 쇠고기 부용과 비슷한 감칠맛을 낸다. 그리고 채식, 카슈루트, 할랄 음식에 부합된다.

## 피탐-R

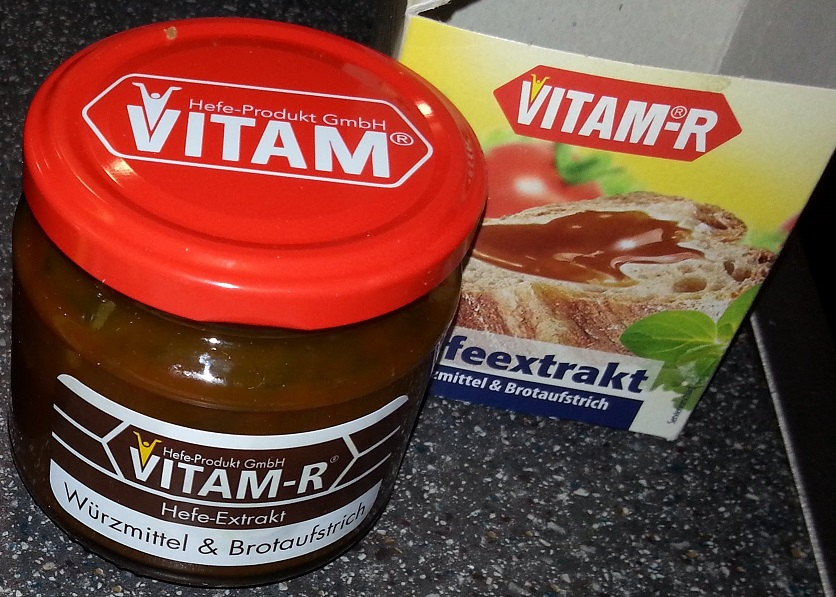
피탐-R병

피탐-R (독일어: Vitam-R)은 독일 하멜른에서 피탐 헤페-프로두크트 GmbH(Vitam Hefe-Produkt GmbH)사가 제조한 감칠맛 나는 효모추출물이다. 1925년 슈테틴(현 폴란드 슈체친)의 뤼크포르트 AG(Rückforth AG)에서 이스트가 농축될 수 있다는 유스투스 폰 리비크(Justus von Liebig)의 발견에 따라 처음 개발되었다. 마마이트, 베지마이트, 세노비스 등 유사 제품보다 부드러운 맛을 내는 것으로 묘사되기도 한다. 비탐-R은 이들 브랜드와 달리 모국 요리의 상징적인 부분은 아니지만 호불호가 강한 맛을 지녔다고 표현하기도 한다. 비건 또는 베지테리언 채식주의자로 주더로 레포름하우스)(Reformhaus) 건강식품점에서 판매되고 있다.

## 세노비스

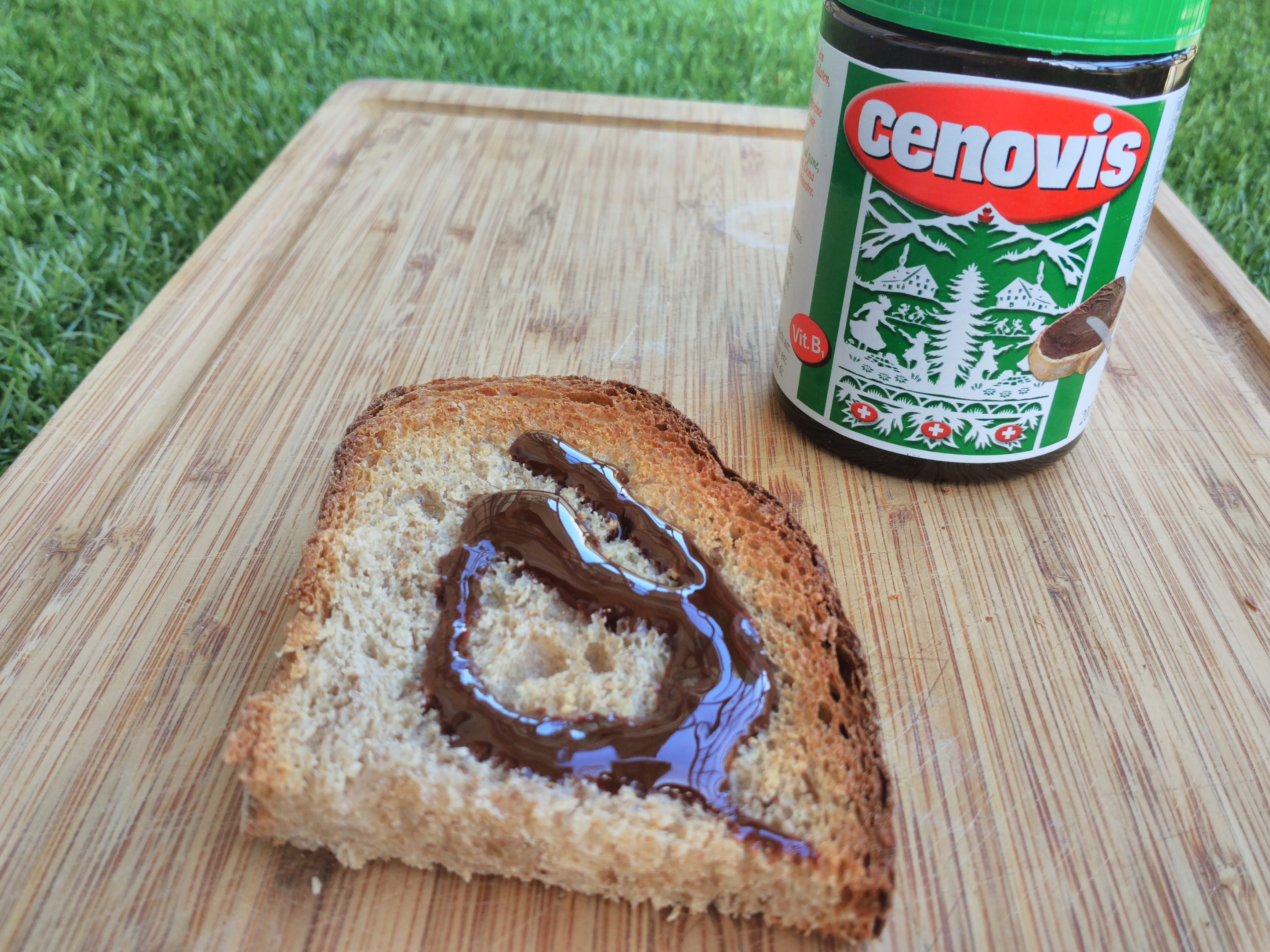
세노비스병과 세노비스를 바른 빵

세노비스(Cenovis)는 비타민 B1이 풍부한 마마이트, 베지마이트와 비슷한 효모추출물을 원료로 한 제품이다. 짙은 갈색의 페이스트 형태로 수프, 소시지, 샐러드의 맛을 내는 데 쓰인다. 그러나 세노비스를 소비하는 가장 인기 있는 방법은 제품의 포장에 명시된 대로 버터 바른 빵 한 조각에 펴 바르는 것이다(또는 버터에 혼합해서 빵에 바르거나 크로아상이나 빵에 속을 채울 수도 있다).
세노비스는 스위스(특히 로만디)에서 인기가 있다. 1931년 라인펠덴에서 알렉스 빌링거(Alex Villinger)라는 명맥주사의 주도로 개발되었으며, 이후 세노비스 SA사가 제작하였다.

## 같이 보기
- 효모
- 추출물
- 고기 추출물
- 엿기름

## 더 읽을거리
- Herbst, Sharon (2001). 《Food Lover's Companion》. Hauppauge, New York: Barron's Educational Series, Inc. ISBN 9780764112584.